# Кларетинці
Кларетинці, Кларетини або Конгрегація місіонерів-синів Непорочного Серця Блаженної Діви Марії (лат. Congregatio Missionariorum Filiorum Immaculati Cordis Beatae Mariae Virginis, CMF) — чернеча конгрегація римо-католицької церкви, заснована в 1849 році в Каталонії. Конгрегація названа іменем засновника — святого Антонія Марія Кларета.

## Організація

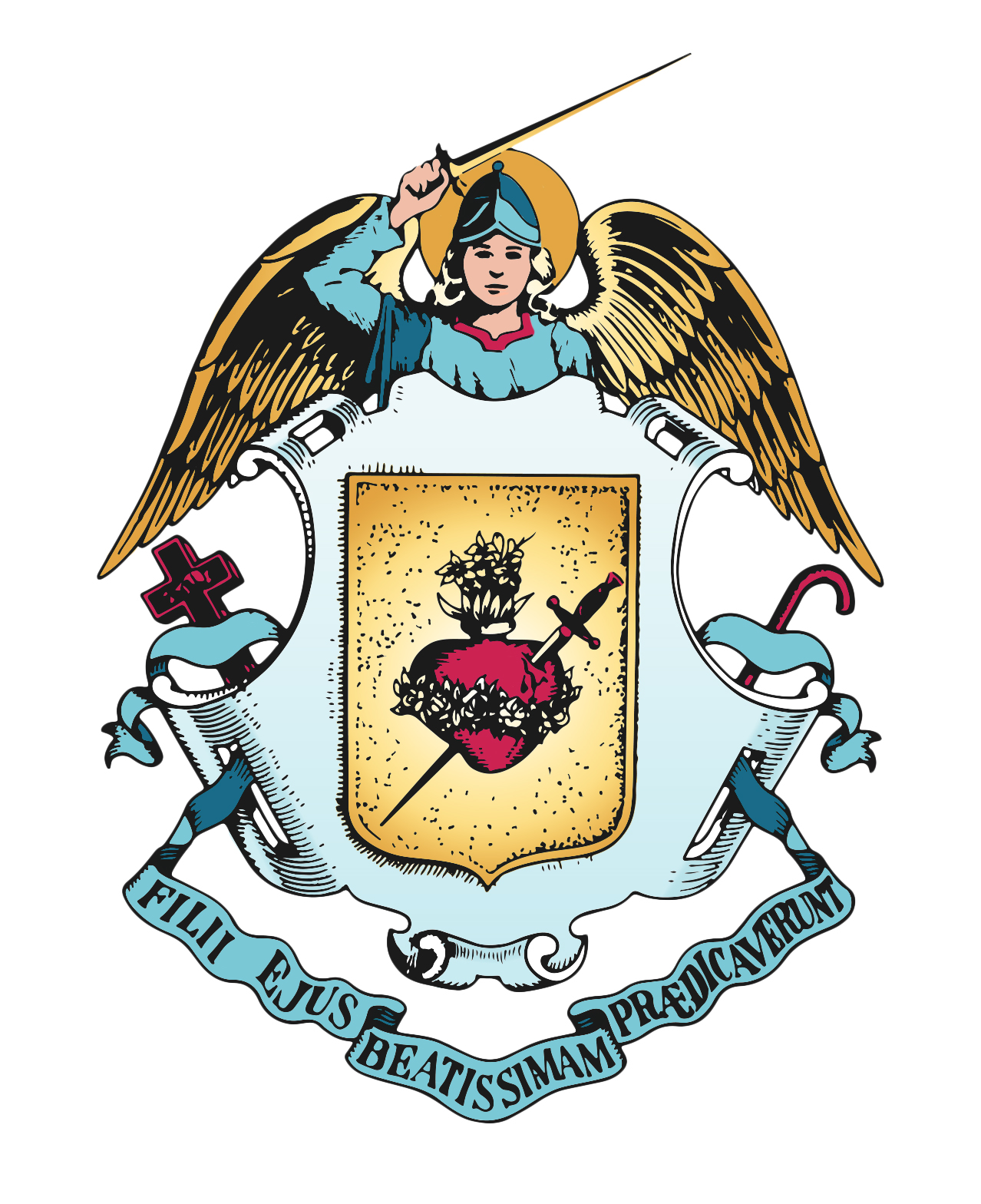
Герб кларетійських місіонерів.

У 2010 році конгрегація налічувала 3027 ченців, з них 2127 священників, 464 обителі в 56 країнах. Кларетинцям належать 11 видавництв, 6 центрів радіо і телемовлення і 3 богословських інститутів — в Мадриді, Римі і Манілі. Також кларетинці видають 20 журналів. Головні завдання конгрегації — місіонерська діяльність, вивчення богослов'я, катехизаційна робота і робота в парафіях. Кларетинці готують катехитів, викладають богослов'я в семінаріях, ведуть активну просвітницьку роботу через засоби масової інформації. Один з основних напрямків діяльності конгрегації — підготовка богословів і фахівців з канонічного права.

## Праця
Святий Антоній Кларет описав ідеального кларетинця такими словами: «Син Непорочного Серця Марії є людиною вогненної любові, який поширює своє полум'я всюди, куди він іде. Він бажає потужно і прагне всіма можливими засобами, щоб встановити все у вогні з Божою любовю. Нічого не страшить його: він насолоджується стражданнями, вітає роботу, приймає жертвування, посміхається наклепу, радіє всім мукам та смуткам, у яких він страждає во славу хреста Ісуса Христа. Його єдина турбота — це як він може йти за Христом і наслідувати йому в молитві, роботі, міцо і постійно прагнучи виключно більшої слави Божої і спасіння людства».
Як слуга Слова, духовного життя громади на початку нового тисячоліття є глибоко відзначене історичним моментом, в якому всі живуть. Духовність, яка є місіонером і пророче покликана відповісти на великі виклики нашого часу і внести нас в духовні рухи, які Дух дарує людству сьогодні.
Робота кларетинів настільки ж різноманітні, як і їх священники. Вони працюють в парафіях, іноземних представництвах, періодичних публікаціях, при євангелізації молоді, літніх таборах і внутрішніх коледжіах міста. Вони приходять до потреб іммігрантів, молоді та сімей. Вони також водять екскурсії для майбутніх лідерів завтрашнього дня з навчанням керівництва і духовного оновлення.

## Жіноча гілка
Існує дві жіночі конгрегації, пов'язані духовністю з кларетинцями, яких називають кларетинками.
- Місіонерки-кларетинки Непорочної Діви Марії, RMI — засновані А. Кларетом в 1855 році, і налічують 554 сестри.
- Місіонерки св. Антонія МаріЯ Кларета, MC — засновані в 1958 році в Бразилії і налічують зараз 341 черницю.

## Список генеральних настоятелів ордену
- Св. Антоній Марія Кларет (1849–1850)
- Естебан Сала (1850–1858)
- Хосе Хіфре (1858–1899)
- Клемент Серрат (1899–1906)
- Мартін Альсіна Севаройя (1906–1922)
- Ніколас Гарсія Куеста (1922–1934)
- Феііпе Марото (1934–1937)
- Ніколас Гарсія Куеста (1937–1949)
- Петер Швайгер (1949–1967)
- Антоніо Легхіша (1967–1979)
- Густаво Алонсо (1979–1991)
- Аквіліно Бокос Меріно (1991–2003)
- Йозеф Марія Абела Батле (2003 – дотепер)